# Orlovat
Orlovat (cyr. Орловат) – wieś w Serbii, w Wojwodinie, w okręgu środkowobanackim, w mieście Zrenjanin. W 2011 roku liczyła 1516 mieszkańców.